# Bernard Strigel

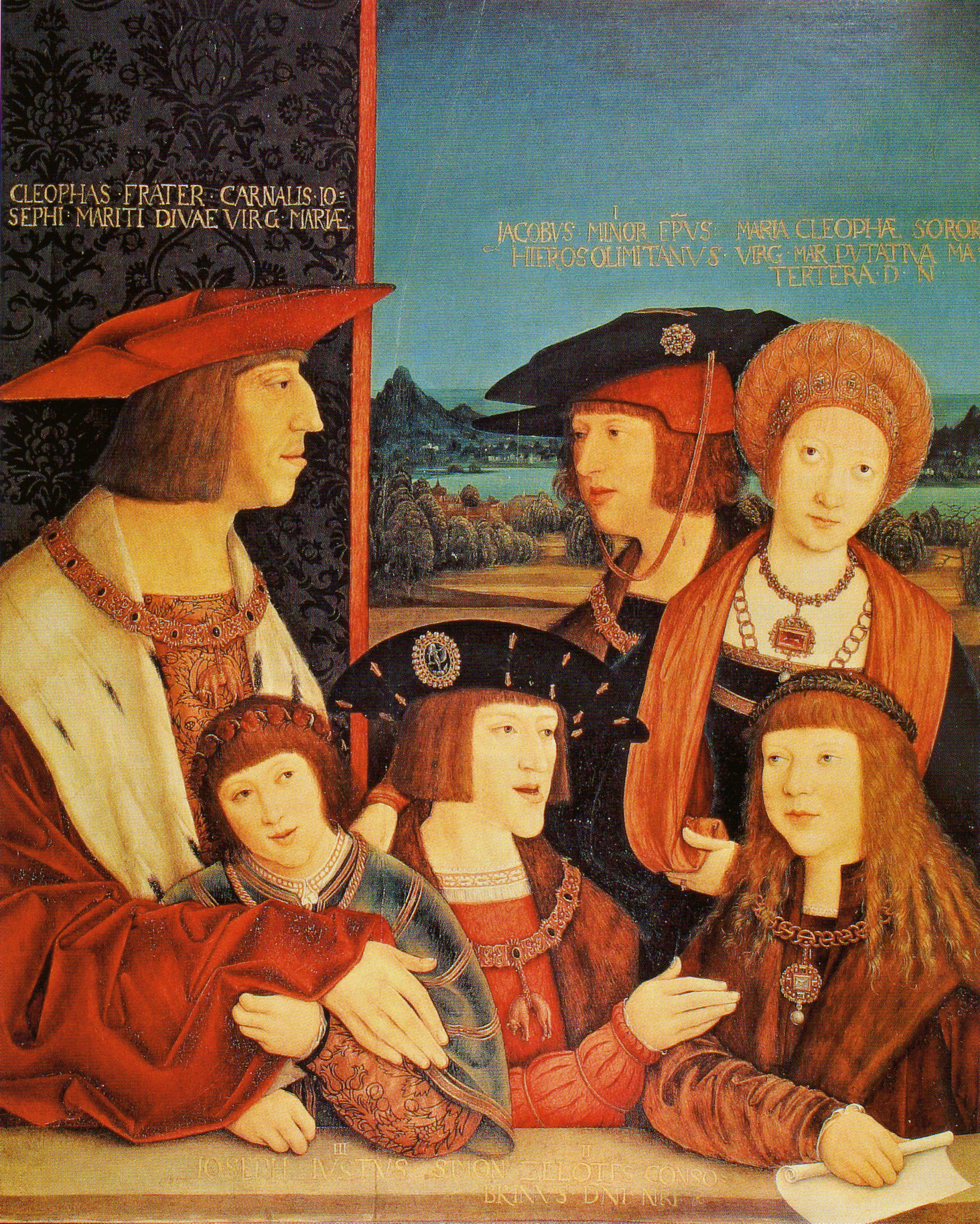
L'imperatore Massimiliano I con la sua famiglia, forse il più celebre ritratto eseguito da Bernard Strigel.

Bernhard Strigel (Memmingen, 1461 – Memmingen, 4 maggio 1528) è stato un pittore tedesco.

## Biografia
Bernhard nacque nella città tedesca di Memmingen, figlio di Ivo Strigel, di professione scultore. Appartenente ad una famiglia di artisti, Bernhard ne è considerato il rappresentante più importante. In giovane età venne mandato a fare apprendistato presso la bottega del pittore Bartholomeus Zeitblom, nella città di Ulma.
Acquistata una certa notorietà, fu chiamato alla sua Corte dal Sacro Romano Imperatore Massimiliano I d'Asburgo e ne divenne il principale ritrattista. Al servizio dell'imperatore fu attivo ad Augusta, Innsbruck e Vienna.
Strigel è noto soprattutto come ritrattista, ma fu anche pittore di scene religiose; tra le altre realizzò La vita di Maria e dieci tavole raffiguranti la Genealogia di Cristo.